# Список персонажей телесериала «Властелин колец: Кольца власти»
«Властелин колец: Кольца власти» (англ. The Lord of the Rings: The Rings of Power) — американский фэнтезийный телесериал, основанный на романе-эпопее Дж. Р. Р. Толкина «Властелин колец» и приложениях к нему, созданный Дж. Д. Пейном и Патриком Маккеем для стримингового сервиса Amazon Prime Video. Действие сериала происходит во Вторую эпоху легендариума Толкина и охватывает главные события этого периода: выковку Колец власти, восхождение Саурона, эпическую историю Нуменора и Последний союз эльфов и людей. Производством сериала занимается компания Amazon Studios в сотрудничестве с New Line Cinema, Tolkien Estate, The Tolkien Trust и HarperCollins.
В телешоу появляется множество персонажей как из легендариума Толкина, так и созданных специально для сериала.

## Актёры и персонажи
= Главная роль в сезоне
     = Второстепенная роль в сезоне
     = Гостевая роль в сезоне
     = Роль, сыгранная другим актёром или другой актрисой
     = Не появляется

### Главные герои
| Актёр                 | Персонаж                    | Появление в сезонах | Появление в сезонах | Появление в сезонах |
| Актёр                 | Персонаж                    | 1                   | 2                   | Эпизоды             |
| --------------------- | --------------------------- | ------------------- | ------------------- | ------------------- |
| Морвед Кларк          | Галадриэль                  | 8                   | 7                   | 15                  |
| Ленни Генри           | Садок Берроуз               | 6                   |                     | 6                   |
| Сара Звангобани       | Мэриголд Брэндифут          | 6                   |                     | 6                   |
| Дилан Смит            | Ларго Брэндифут             | 6                   |                     | 6                   |
| Маркелла Кавена       | Эланор «Нори» Брэндифут     | 6                   | 5                   | 11                  |
| Меган Ричардс         | Поппи Праудфеллоу           | 6                   | 5                   | 11                  |
| Роберт Арамайо        | Элронд                      | 6                   | 6                   | 12                  |
| Бенджамин Уокер       | Верховный король Гиль-галад | 3                   | 6                   | 9                   |
| Исмаэль Крус Кордова  | Арондир                     | 7                   | 5                   | 12                  |
| Назанин Бониади       | Бронвин                     | 6                   |                     | 6                   |
| Тайро Махафидин       | Тео                         | 6                   | 3                   | 9                   |
| Чарльз Эдвардс        | Лорд Келебримбор            | 5                   | 8                   | 13                  |
| Дэниел Уэйман         | Гэндальф                    | 6                   | 5                   | 11                  |
| Оуайн Артур           | Принц Дурин IV              | 4                   | 6                   | 10                  |
| Чарли Викерз          | Саурон                      | 7                   | 8                   | 15                  |
| София Номвете         | Принцесса Диса              | 3                   | 6                   | 9                   |
| Ллойд Оуэн            | Капитан Элендил             | 6                   | 4                   | 10                  |
| Синтия Аддай-Робинсон | Королева-регент Мириэль     | 6                   | 4                   | 10                  |
| Тристан Гравелль      | Ар-Фаразон                  | 4                   | 4                   | 8                   |
| Максим Болдри         | Исильдур                    | 5                   | 3                   | 8                   |
| Эма Хорват            | Эариен                      | 4                   | 4                   | 8                   |
| Леон Уодем            | Кемен                       | 3                   | 4                   | 7                   |
| Киаран Хайндс         | Тёмный маг                  |                     | 5                   | 5                   |
| Питер Маллан          | Король Дурин III            | 3                   | 6                   | 9                   |
| Всего эпизодов        | Всего эпизодов              | 8                   | 8                   | 16                  |

### Второстепенные герои
| Актёр                       | Персонаж          | Появление в сезонах | Появление в сезонах | Появление в сезонах |
| Актёр                       | Персонаж          | 1                   | 2                   | Эпизоды             |
| --------------------------- | ----------------- | ------------------- | ------------------- | ------------------- |
| Уилл Флетчер                | Финрод            | 2                   |                     | 2                   |
| Тасита Джаясандера          | Мальва Медоуграсс | 6                   |                     | 6                   |
| Максин Канлифф              | Вильма            | 6                   |                     | 6                   |
| Бо Кэссиди                  | Дилли Брэндифут   | 5                   |                     | 5                   |
| Джефф Моррелл               | Вальдрег          | 6                   | 1                   | 7                   |
| Питер Тейт                  | Тредвилл          | 5                   |                     | 5                   |
| Иэн Блэкбёрн                | Роуэн             | 3                   |                     | 3                   |
| Энтони Крам                 | Онтамо            | 5                   |                     | 5                   |
| Алекс Таррант               | Валандил          | 6                   | 2                   | 8                   |
| Джозеф Моул / Сэм Хэзелдайн | Адар              | 5                   | 7                   | 12                  |
| Кен Блэкбёрн                | Тар-Палантир      | 3                   |                     | 3                   |
| Эдит Пур                    | Кочевник          | 3                   |                     | 3                   |
| Кали Копае                  | Аскет             | 3                   |                     | 3                   |
| Брайди Сиссон               | Обитатель         | 3                   | 2                   | 5                   |
| Бен Дэниелс                 | Кирдан Корабел    |                     | 2                   | 2                   |
| Амелия Кенуорти             | Мирдания          |                     | 5                   | 5                   |
| Кевин Элдон                 | Нарви             |                     | 6                   | 6                   |
| Уилл Кин                    | Лорд Белзагар     |                     | 3                   | 3                   |
| Ниа Тоул                    | Эстрид            |                     | 3                   | 3                   |
| Рори Киннир                 | Том Бомбадил      |                     | 3                   | 3                   |
| Кэлам Линч                  | Камнир            |                     | 2                   | 2                   |
| Гави Сингх Чера             | Меримак           |                     | 3                   | 3                   |
| Таня Муди                   | Гундабель         |                     | 3                   | 3                   |
| Всего эпизодов              | Всего эпизодов    | 8                   | 8                   | 16                  |

## Эльфы
- Морвед Кларк — Галадриэль: эльфийская воительница из рода Финвэ, которая считает, что зло возвращается в Средиземье[2]. Сериал показывает путь героини от «воина» до «зрелого государственного деятеля», которым она стала во «Властелине колец» Толкина. Шоураннеры взяли за основу письмо Толкина, в котором он описал юную леди Галадриэль как обладающую «нравом амазонки». Кларк отметила, что свободное владение валлийским языком облегчило процесс заучивания реплик героини на эльфийском языке. Амели Чайлд-Вильерс сыграла Галадриэль в детстве.
- Роберт Арамайо — Элронд: полуэльф, «архитектор и политик»[2]. Арамайо было интересно изучить давление, с которым сталкивается Элронд, живя по заветам своего отца, Эарендиля: ведь Элронд выбрал бессмертие, в отличие от своего брата Эльроса, который постарел и умер на глазах Элронда. На протяжении сериала Элронд превращается из оптимистичного и нетерпеливого полуэльфа в утомлённого и замкнутого.
- Бенджамин Уокер — Гиль-галад: верховный король эльфов-нолдор в королевстве Линдон[3]. Персонаж упоминается во «Властелине колец» Толкина в стихотворении под названием «Падение Гиль-галада», что отметил Уокер. Актёр подчеркнул «странный дар предвидения персонажа: он прозорлив и опережает события, он как будто чувствует нарастание зла».
- Исмаэль Крус Кордова — Арондир: лесной эльф-нандор, который испытывает «запретные чувства» к смертной женщине Бронвин, что похоже на истории любви Берена и Лутиэн и Арагорна и Арвен[2].
- Чарльз Эдвардс — Келебримбор: эльфийский кузнец из рода Феанора, выковавший Кольца власти[2]. Келебримбор — «блестящий ремесленник», известный во всем Средиземье и дружащий с гномами Кхазад-дума.
- Уилл Флетчер — Финрод: брат Галадриэль, который погиб, охотясь за Сауроном[4].
- Фабиан Маккаллум — Тондир: эльф из отряда Галадриэль[5].
- Кип Чапман — Риан: эльф из отряда Галадриэль[5].
- Август Прю — Медор: эльф, соратник Арондира по службе[5].
- Саймон Мерреллс — Ревион: командир отряда эльфов, несущих службу в Южных землях[5].
- Бен Дэниелс — Кирдан Корабел: искусный судостроитель и мастер Серых Гаваней[6].
- Амелия Кенуорти — Мирдания: подмастерье Келебримбора[7].
- Кэлам Линч — Камнир: картограф и эксперт по навигации из отряда Элронда[8].
- Чарли Рикс — Ворохил: боец из отряда Элронда[9].
- Селина Ло — Риан: лучница из отряда Элронда[8].
- Оливер Алвин-Уилсон — Даемор: боец из отряда Элронда[9].

## Нуменорцы
- Ллойд Оуэн — Элендил: нуменорский мореплаватель, отец Исильдура, Анариона и Эариен, будущий основатель королевских династий Нуменора в Средиземье и один из будущих лидеров Последнего союза эльфов и людей[10].
- Синтия Аддай-Робинсон — Мириэль: королева-регент Нуменора, островного королевства людей, чьи правители ведут свой род от Эльроса[10].
- Тристан Гравелль — Фаразон: кузен и близкий советник королевы-регента Мириэль[10], ставший последним королём Нуменора.
- Максим Болдри — Исильдур: нуменорский мореплаватель, сын Элендила, будущий воин и король[2]. По заверениям сценаристов, они решили исследовать историю Исильдура глубже, чем первоисточник, чтобы зрители почувствовали, что она заканчивается трагедией, а не глупостью. Один из шоураннеров Патрик Маккей сравнил персонажа с Майклом Корлеоне в исполнении Аль Пачино из «Крёстного отца» (1972).
- Эма Хорват — Эариен: дочь Элендила, подмастерье в гильдии строителей[10].
- Леон Уодем — Кемен: сын Фаразона[10].
- Энтони Крам — Онтамо: кадет Морской гвардии Нуменора, друг Исильдура[11].
- Алекс Таррант — Валандил: кадет Морской гвардии Нуменора, лучший друг Исильдура[11].
- Кен Блэкбёрн — Тар-Палантир: король Нуменора, отец Мириэль[12].
- Уилл Кин — Белзагар: дворянин, глашатай Фаразона[13].
- Уильям Чабб — Верховный жрец: предводитель Верных в столице Нуменора[14].

## Жители Южных земель

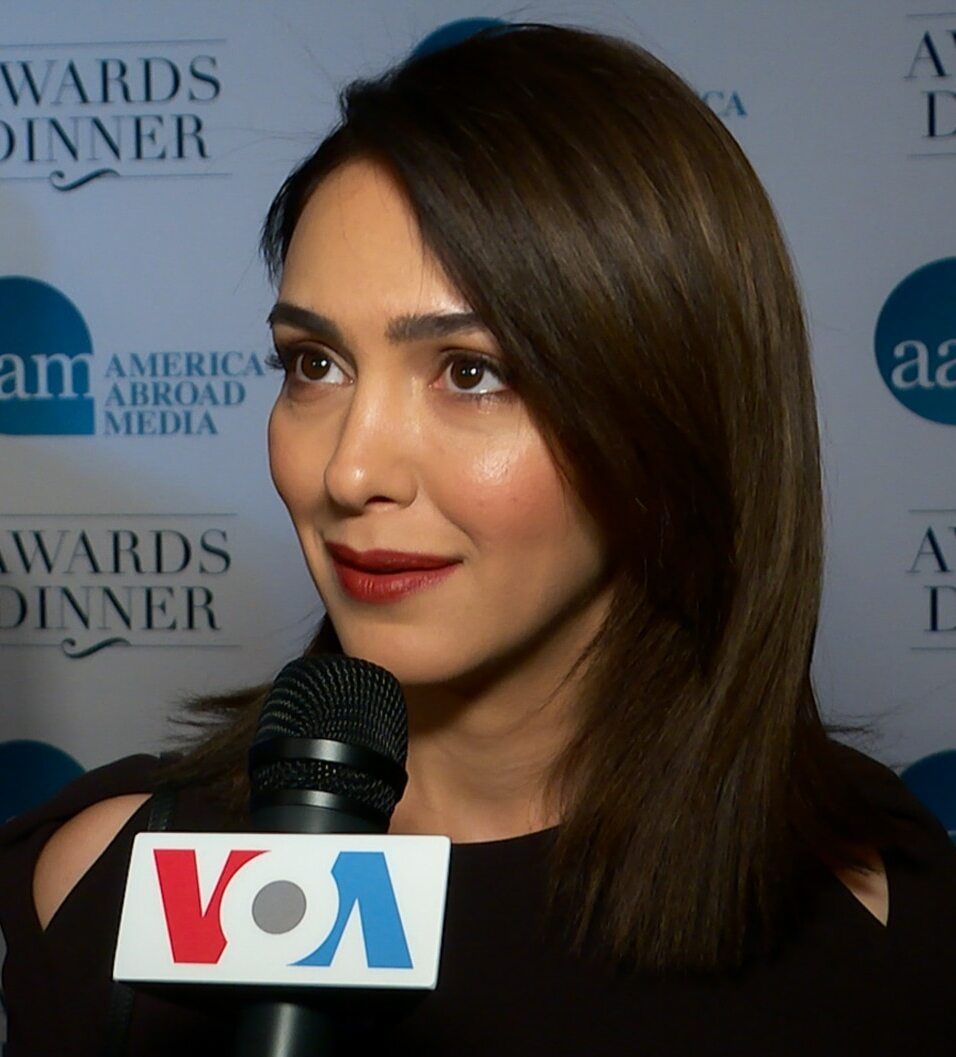
Назанин Бониади (Бронвин)

- Назанин Бониади — Бронвин: мать-одиночка, целительница из рода людей в Южных землях, которая испытывает чувства к эльфу Арондиру[2].
- Тайро Махафидин — Тео: сын Бронвин[15].
- Джефф Моррелл — Вальдрег: трактирщик из деревни Тирхарад[5].
- Питер Тейт — Тредвилл: житель Тирхарада[5].
- Иэн Блэкбёрн — Роуэн: подросток из Тирхарада[5].
- Николас Вудесон — Диармид: беженец, потомок слуг потерянного короля Южных земель[16].
- Ниа Тоул — Эстрид: девушка, с которой подружился Исильдур на пути в Пеларгир, принадлежит к «дикарям», носящим клеймо Адара[17].
- Гэбриел Акувудике — Хаген: южанин, заклеймённый Адаром, наречённый Эстрид[18].

## Истерлинги
- Эдит Пур — Кочевник: колдунья из Руна[19].
- Кали Копае — Аскет: колдунья из Руна[19].
- Брайди Сиссон — Обитатель: колдунья из Руна[19].
- Ясен Атор — Бранк: лидер гаудрим, всадников в масках на службе у Тёмного мага[20].

## Гномы
- Оуайн Артур — Дурин IV: принц гномов королевства Кхазад-дум[2].
- София Номвете — Диса: жена Дурина IV и принцесса гномов королевства Кхазад-дум[2].
- Питер Маллан — Дурин III: король гномов Кхазад-дума, отец принца Дурина[21].
- Кевин Элдон — Нарви: ремесленник и архитектор, советник короля Дурина III[22].

## Хоббиты
- Ленни Генри — Садок Берроуз: старейшина мохноногов (в сериале — племя предков хоббитов)[2]. Генри описал мохноногов как «классических маленьких героев Толкина… маленькие народы в этом мире привносят комедию, но в то же время становятся невероятно храбрыми».
- Сара Звангобани — Мэриголд Брэндифут: мохноног, жена Ларго и мачеха Нори[23].
- Дилан Смит — Ларго Брэндифут: мохноног и отец Нори[23].
- Маркелла Кавена — Эланор «Нори» Брэндифут: мохноног, «жаждующая приключений», дочь Ларго и падчерица Мэриголд[2].
- Меган Ричардс — Поппи Праудфеллоу: мохноног, сирота и лучшая подруга Нори[2].
- Тасита Джаясандера — Мальва Медоуграсс: мохноног из каравана Садока[5].
- Максин Канлифф — Вильма: мохноног из каравана Садока[5].
- Бо Кэссиди — Дилли Брэндифут: младшая сестра Нори[5].
- Гави Сингх Чера — Меримак: хват из Руна по прозвищу «Никто»[24].
- Таня Муди — Гундабель: старейшина племени хватов из Руна[24].

## Майар
- Дэниел Уэйман — Гэндальф: незнакомец, упавший с неба с метеоритом, который оказался одним из Истари[25].
- Чарли Викерз — Саурон: Тёмный властелин, майа, принявший облики человека Халбранда и эльфа Аннатара, чтобы набрать силу и посеять смуту среди друзей и врагов[2][26]. Джек Лауден сыграл предыдущую форму Саурона во флэшбеке во втором сезоне[27].
- Киаран Хайндс — Тёмный маг: могущественный Истари, поддавшийся злу, предводитель культистов из Руна[28].

## Другие персонажи
- Джозеф Моул (1 сезон), Сэм Хэзелдайн (2 сезон) — Адар: урук, один из первых эльфов, проклятых Морготом, предводитель орков[29][30].
- Джед Брофи — Вратх: орк, служащий Адару. Брофи сыграл несколько ролей в кинотрилогии «Властелин колец», а также гнома Нори в кинотрилогии «Хоббит»[31].
- Роберт Стрэндж — Глуг: орк, один из лейтенантов Адара. Стрэндж также сыграл несколько орков в первом сезоне сериала[32].
- Рори Киннир — Том Бомбадил: загадочный и эксцентричный отшельник, встреченный Гэндальфом на Востоке[33].
- Райа Ярбро — Золотинка (озвучка): жена Тома Бомбадила, «дочь реки». Ярбро является женой композитора сериала Беара Маккрири[34].
- Джим Бродбент — Цепкий Корень (озвучка): энт, древоподобное существо, являющееся пастырем леса[35].
- Оливия Уильямс — Зимнецветка (озвучка): энтица, которые считаются давно пропавшими на момент событий трилогии «Властелин колец»[35].